# Enrique Granados Gal
Enrique Granados Gal (Barcellona, 12 luglio 1898 – Madrid, 29 luglio 1953) è stato un pallanuotista spagnolo.
Ha fatto parte della Spagna che ha partecipato al torneo di pallanuoto ai Giochi di Anversa 1920 e di Parigi 1924.